# Wyspy Izwiestii CIK

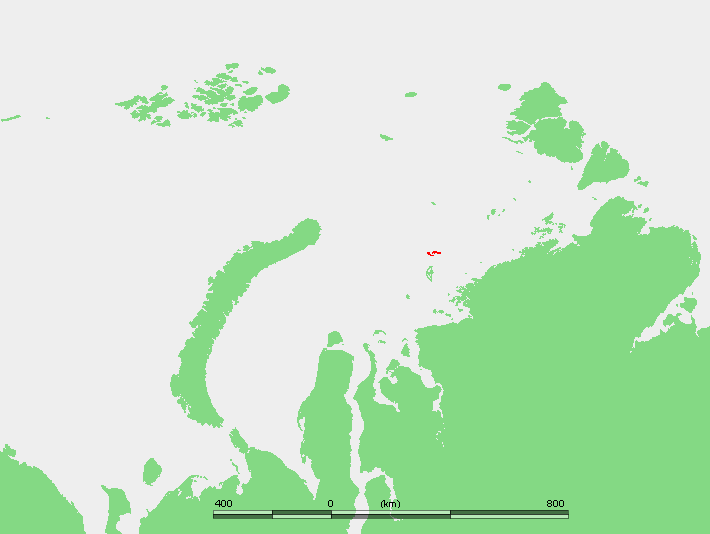
Położenie na mapie Rosji

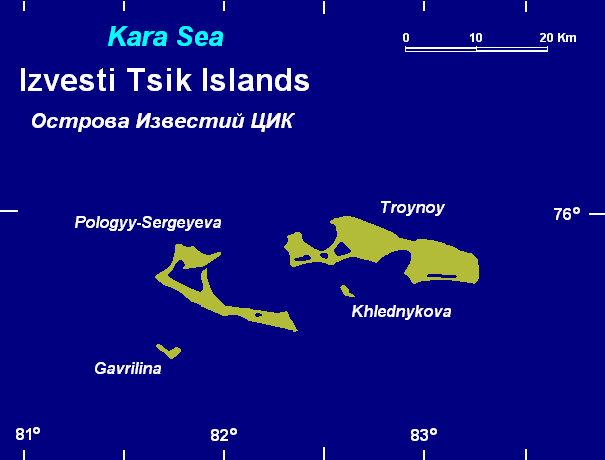
Mapa archipelagu

Wyspy Izwiestii CIK (ros. Острова Известий ЦИК) – archipelag złożony z dwóch większych i dwóch mniejszych wysepek, położony na Morzu Karskim, ok. 150 km na północ od wybrzeża Syberii.
Archipelag nazwano dla upamiętnienia gazety Izwiestija.
Cały archipelag znajduje się w Wielkim Rezerwacie Arktycznym.